# Piekielny miesiąc miodowy
Piekielny miesiąc miodowy (czes. Dábelské líbánky) – czechosłowacka czarna komedia z 1970 roku w reżyserii Zdenka Podskalskiego.

## Treść
Słynny wynalazca, docent Kostohryz, ma duże powodzenie u płci przeciwnej. O jego względy rywalizują dwie piękne kobiety Ester i Dagmar. Pewnego dnia, w wyniku tajemniczego wybuchu w laboratorium ginie Ester, a poszlaki wskazują na winę docenta. Dagmar proponuje, że da mu alibi, jeżeli ją poślubi. Docent przystaje na to i kiedy sąd oczyszcza go z zarzutów żeni się z nią. Tymczasem kapitan policji Libíček, zaczyna podejrzewać, że zbrodni dokonała właśnie Dagmar, by pozbyć się rywalki. Ze swoimi podejrzeniami dzieli się z docentem, który zgadza się na współpracę z policją.
Wraz z żoną ma spędzić miesiąc miodowy w leśniczówki na Szumawie. Policjant liczy na to, że docent skłoni żonę do zwierzeń i przyznania się, dlatego zakłada tam podsłuchy. Sprytna Dagmar, odnajduje podsłuch i domyśla się intrygi, uknutej przez męża i policję. Od tej pory zaczyna czyhać na jego życie.

## Obsada
- Vlastimil Brodský – doc. Kostohryz
- Jana Brejchová – Dagmar
- Iva Janžurová – Ester
- Jan Libíček – kapitan Libíček
- Jiřina Jirásková – Alžběta, asystentka kapitana
- Josef Beyvl – gajowy Vojta
- Darja Hajská – Vojtová
- Jaromír Hanzlík – Bedřišek
- Zdeněk Řehoř – naukowiec
- Jiří Pleskot – naukowiec
- Nina Popelíková – pielęgniarka
- Květa Fialová – redaktorka
- František Filipovský – inspektor Mrázek
- Josef Vinklář – inspektor Bouše
- Roman Skamene – chłopak z procą
- Josef Hlinomaz – portier w instytucie
- Helena Růžičková – tańcząca dama
- Václav Neckář – piosenkarz
- Josef Bláha – oficer